# 刘义季
衡阳文王刘义季（415年—447年9月15日），宋武帝刘裕第七子，母為呂美人。

## 生平
宋文帝元嘉元年八月甲辰（424年9月24日），刘义季封衡阳王，食邑五千户。元嘉五年（428年），出任征虏将军，因年少而由長史庾登之主持政務。元嘉八年（431年），领石头戍事。元嘉九年六月壬寅（432年8月11日），改任使持节、都督南徐州诸军事、右将军、南徐州刺史。元嘉十六年二月己亥（439年3月5日），代替临川王刘义庆出任都督荆、益、湘、雍、梁、宁、南州、北秦八州诸军事、安西将军、荆州刺史。刘义季在任期间，躬行节俭，畜财省用。队主续丰家贫，刘义季于是不断给续丰的老母赠送白米、钱、肉。元嘉二十年三月辛亥（443年4月25日），进号征西大将军，加散骑常侍，领南蛮校尉。
刘义季嗜酒，彭城王刘义康被废后，刘义季为求自保，避免重蹈刘义康的覆辙，于是日夜饮酒，少有清醒之日。元嘉二十一年八月戊辰（444年9月3日），进号征北大将军，改任都督南兗、幽、徐、青、冀六州诸军事、征北大将军、开府仪同三司、南兗州刺史。元嘉二十二年七月乙酉（445年9月15日），改任徐州刺史。
元嘉二十四年八月乙未（447年9月15日），刘义季在彭城去世，时年三十三岁，追赠侍中、司空，谥文王。

## 家庭

### 母
- 呂美人：刘裕的妾室，义熙十一年（415年），呂氏生刘义季，刘裕建立宋朝後，封呂氏为美人。

### 后代
- 子：衡阳恭王劉嶷
- 孙：衡阳王劉伯道、南平王劉伯玉

## 延伸阅读
[在维基数据编辑]
 《宋書·卷61》，出自沈约《宋书》
 《南史·卷13》，出自李延壽《南史》